# Lujkî, Seredîna-Buda
Lujkî (în ucraineană Лужки) este un sat în comuna Kameanka din raionul Seredîna-Buda, regiunea Sumî, Ucraina.

## Demografie
Componența lingvistică a localității Lujkî
     Rusă (58,33%)
     Ucraineană (41,67%)
Conform recensământului din 2001, majoritatea populației localității Lujkî era vorbitoare de rusă (58,33%), existând în minoritate și vorbitori de ucraineană (41,67%).